# Башни Айо
Башни Айо́ (фр. Les tours Aillaud) или башни Нуа́ж (фр. Les tours Nuages) — жилой комплекс, расположенный в Нантере, пригороде Парижа (Франция). Построен в 1973—1981 годах архитектором Эмилем Айо.
Состоит из 18 башен, в них 1607 квартир. Каждая из башен представляет нескольких цилиндров, сдвинутых вместе; здания отделаны мозаикой, напоминающей облака.
Проекты башен экспонируются в Центре Помпиду. Работа над проектом описана в книге воспоминаний архитектора башен Айо.
Президенту Валери Жискар д’Эстену башни совсем не понравились; бытует легенда, что увидев первые две башни, он потребовал уменьшить высоту остальных.